# Satelliti naturali di Marte
Il pianeta Marte possiede due satelliti naturali di piccole dimensioni: Fobos e Deimos. Si tratta dell'unico pianeta roccioso del sistema solare interno a possedere un sistema di satelliti.
Scoperti nell'agosto del 1877 da Asaph Hall, percorrono orbite prograde quasi circolari, assai prossime al piano equatoriale di Marte. Fobos, il più interno, completa la sua orbita in poco più di un terzo del periodo di rotazione del pianeta - caso unico del sistema solare. Di conseguenza è soggetto a significative azioni mareali da parte di Marte che determinano una costante riduzione dell'orbita e che ne causeranno infine la disgregazione.
Hanno forma irregolare, non risolvibile dalla Terra (appaiono cioè come oggetti puntiformi quando osservati con un telescopio). Sono stati fotografati e studiati prevalentemente da sonde spaziali il cui obiettivo primario è stato lo studio di Marte. La loro origine è una questione ancora aperta. Alcuni li ritengono asteroidi catturati, altri ipotizzano che si siano formati per accrezione nel processo che ha condotto anche alla formazione del pianeta Marte.

## Osservazione

### Dalla Terra
L'osservazione di Fobos e Deimos dalla Terra è ostacolata dalle ridotte dimensioni dei due oggetti e dalla loro vicinanza al pianeta rosso. Sono osservabili solo per un limitato periodo di tempo, quando Marte è prossimo all'opposizione, e appaiono come oggetti puntiformi, senza che sia possibile risolverne la forma. In tale circostanza, Fobos raggiunge una magnitudine di 11,6 e Deimos di 12,8. Marte per confronto può raggiungere una magnitudine massima di −2,8 risultando poco meno di seicentomila volte più luminoso di Fobos e più di un milione di volte di Deimos. Inoltre, Fobos e Deimos all'opposizione si discostano in media dal pianeta rispettivamente 24,6 e 61,8 arcosecondi.
Per procedere alla loro osservazione, in condizioni particolarmente favorevoli, è necessario disporre di un telescopio di almeno 12 pollici (300 mm). Utilizzare un elemento che occulti il bagliore del pianeta e dispositivi per la raccolta di immagini quali piastre fotografiche o CCD, con esposizioni di alcuni secondi, risulta d'aiuto.

### Da Marte

Deimos (sinistra) e Fobos (destra) fotografati dal rover Spirit, dalla superficie di Marte.

Visto dalle latitudini equatoriali della superficie di Marte, Fobos all'opposizione (corrispondente a una fase di luna piena) appare grande quanto un terzo della Luna vista dalla Terra. Al suo sorgere presenta un diametro angolare di 8'; allo zenit di 12',3. Appare tanto più piccolo quanto maggiore è la latitudine dell'osservatore ed è completamente invisibile (cioè sempre oltre l'orizzonte) dalle regioni polari del pianeta. Raggiunge una magnitudine apparente massima di −3,9. Deimos, invece, appare come una stella brillante o un pianeta (raggiunge una magnitudine massima di −0,1), poco più grande di come appaia Venere vista dalla Terra; presenta un diametro angolare di circa 2'. Entrambi sperimentano il fenomeno delle fasi.

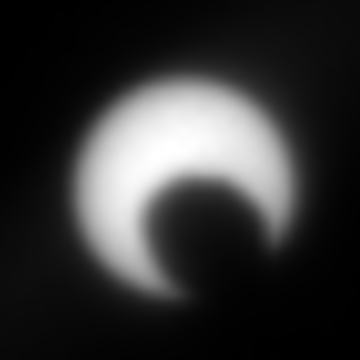
Un transito di Fobos da Marte, visto dal rover Opportunity il 10 marzo 2004.

Il diametro angolare del Sole visto da Marte è di circa 21'. Di conseguenza non possono verificarsi eclissi totali sul pianeta, perché le due lune sono troppo piccole per coprire il disco solare nella sua interezza. D'altra parte dall'equatore è possibile osservare transiti di Fobos quasi ogni giorno; essi sono molto rapidi e si concludono in meno di mezzo minuto circa. Deimos, invece, transita sul disco solare una volta al mese circa, ma il fenomeno che dura circa un minuto e mezzo rimane poco visibile.
Il moto di Fobos è molto veloce, sorge a ovest e tramonta a est, con un periodo apparente di 11 ore (in 4,5 delle quali attraversa il cielo, sorgendo nuovamente 6,5 ore dopo). Deimos, invece, trovandosi appena al di sopra dell'orbita areosincrona, sorge a est e tramonta lentamente a ovest 2,7 giorni dopo.

## Storia delle osservazioni

### Anticipazioni
All'inizio del XVII secolo Keplero aveva ipotizzato che Marte potesse avere due satelliti essendo allora noto che ne avesse uno il pianeta che lo precede, la Terra, e quattro quello subito seguente, Giove. Assumendo che il numero dei satelliti dei pianeti del sistema solare seguisse una progressione geometrica, Marte avrebbe avuto due satelliti.
Nel 1721 William Derham ipotizzava nella sua opera Astro-Theology che Marte, tanto simile alla Terra, possedesse delle lune che non erano state ancora osservate perché piccole e poco luminose e anche in Germania ne era stata ipotizzata l'esistenza.
Nel 1726 Jonathan Swift, probabilmente ispirato dall'ipotesi di Keplero, nei suoi Viaggi di Gulliver descrisse due satelliti orbitanti attorno a Marte.
(Jonathan Swift, I viaggi di Gulliver. Parte III, Capitolo III, 1726)
È interessante osservare che, se la scelta di una delle due orbite è stata affidata probabilmente al caso, l'altra è stata dedotta secondo la terza legge di Keplero. Inoltre, anticipando una caratteristica che appartiene a Fobos, entrambe le lune completano una rivoluzione in un periodo inferiore a quello di rotazione del pianeta, allora già noto.
Satelliti analoghi furono descritti anche da Voltaire, presumibilmente influenzato da Swift, nel suo racconto filosofico Micromega del 1752.
(Voltaire, Micromega. Capitolo III, 1752)

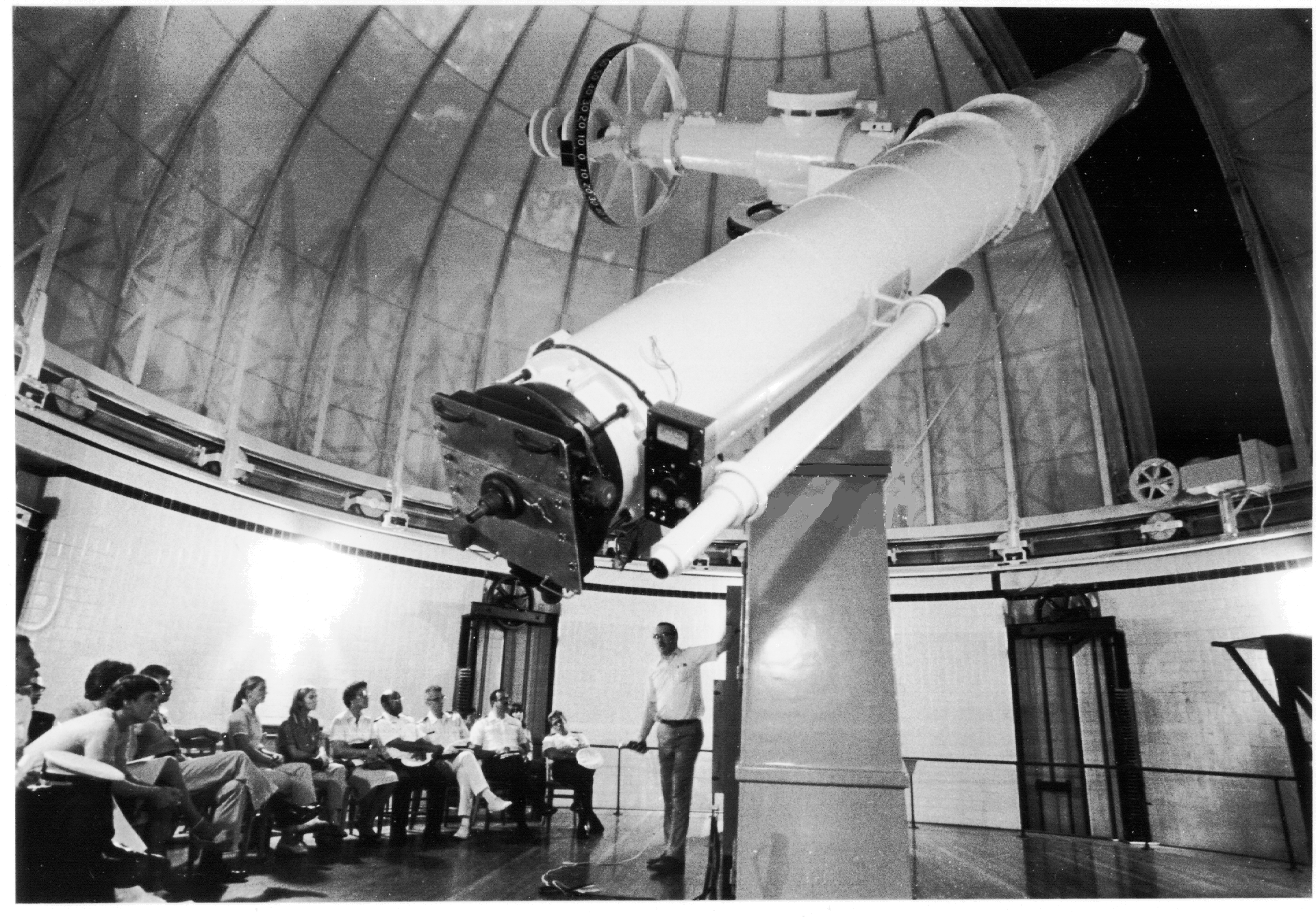
Il telescopio utilizzato per la scoperta di entrambi i satelliti naturali di Marte.

Successivamente, altri proposero l'esistenza delle lune di Marte in opere che potremmo però attribuire al genere fantascientifico.

### Scoperta
Asaph Hall scoprì Deimos il 12 agosto 1877 e Fobos il seguente 18 agosto (le fonti dell'epoca adottano la convenzione astronomica, precedente al 1925, che il giorno inizi a mezzogiorno; conseguentemente le scoperte sono riferite rispettivamente all'11 e al 17 agosto) con il telescopio rifrattore di 26 pollici (66 cm) di diametro dello United States Naval Observatory, a Washington. Hall, in quel periodo, stava cercando sistematicamente delle possibili lune di Marte. Il 10 agosto aveva già visto una luna del pianeta, ma a causa del maltempo, non riuscì a identificarla se non nei giorni seguenti.
Hall descrisse la scoperta nei suoi appunti come segue:
On 15 August the weather looking more promising, I slept at the Observatory. The sky cleared off with a thunderstorm at 11 o'clock and the search was resumed. The atmosphere however was in a very bad condition and Mars was so blazing and unsteady that nothing could be seen of the object, which we now know was at that time so near the planet as to be invisible.

On August 16 the object was found again on the following side of the planet, and the observations of that night showed that it was moving with the planet, and if a satellite, was near one of its elongations. Until this time I had said nothing to anyone at the Observatory of my search for a satellite of Mars, but on leaving the observatory after these observations of the 16th, at about three o'clock in the morning, I told my assistant, George Anderson, to whom I had shown the object, that I thought I had discovered a satellite of Mars. I told him also to keep quiet as I did not wish anything said until the matter was beyond doubt. He said nothing, but the thing was too good to keep and I let it out myself. On 17 August between one and two o'clock, while I was reducing my observations, Professor Newcomb came into my room to eat his lunch and I showed him my measures of the faint object near Mars which proved that it was moving with the planet.

Il 15 agosto il tempo apparve più promettente e io dormii presso l'Osservatorio. Il cielo si aprì dopo un temporale alle 11 in punto e la ricerca riprese. Cattive condizioni osservative tuttavia permanevano e Marte appariva fiammeggiante e instabile tanto che l'oggetto non poteva essere distinto, ancor più sapendo oggi che era così vicino al pianeta da risultare invisibile.

Il 16 agosto ritrovai l'oggetto a monte del pianeta e le osservazioni di quella notte mostrarono che si muoveva con il pianeta, e se si trattava di un satellite, era vicino a una sua elongazione. Fino ad allora non avevo detto nulla entro l'Osservatorio della mia ricerca di un satellite di Marte, ma, nel lasciare l'osservatorio dopo tali osservazioni del 16 alle tre del mattino, dissi al mio assistente, George Anderson, a cui avevo mostrato l'oggetto, che credevo di avere scoperto un satellite di Marte. Gli chiesi inoltre di mantenere la cosa segreta perché non desideravo che se ne parlasse finché la scoperta non fosse certa oltre ogni dubbio. Lui non disse nulla, ma la cosa era troppo buona per tenerla segreta e fui io stesso a lasciarmela scappare. Il 17 agosto, tra l'una e le due, durante il lavoro di riduzione delle osservazioni della notte precedente, il Professor Newcomb venne nella mia stanza per consumare il pranzo e gli mostrai le mie misure del debole oggetto in prossimità di Marte che dimostravano che si stava muovendo con il pianeta.

Il 17 agosto mentre aspettavo per cercare la luna più esterna, scoprii quella più interna. Le osservazioni del 17 e del 18 chiarirono gli ultimi dubbi sul carattere di tali oggetti e la scoperta fu annunciata pubblicamente dall'Ammiraglio Rodgers.»
(Asaph Hall, 1877)

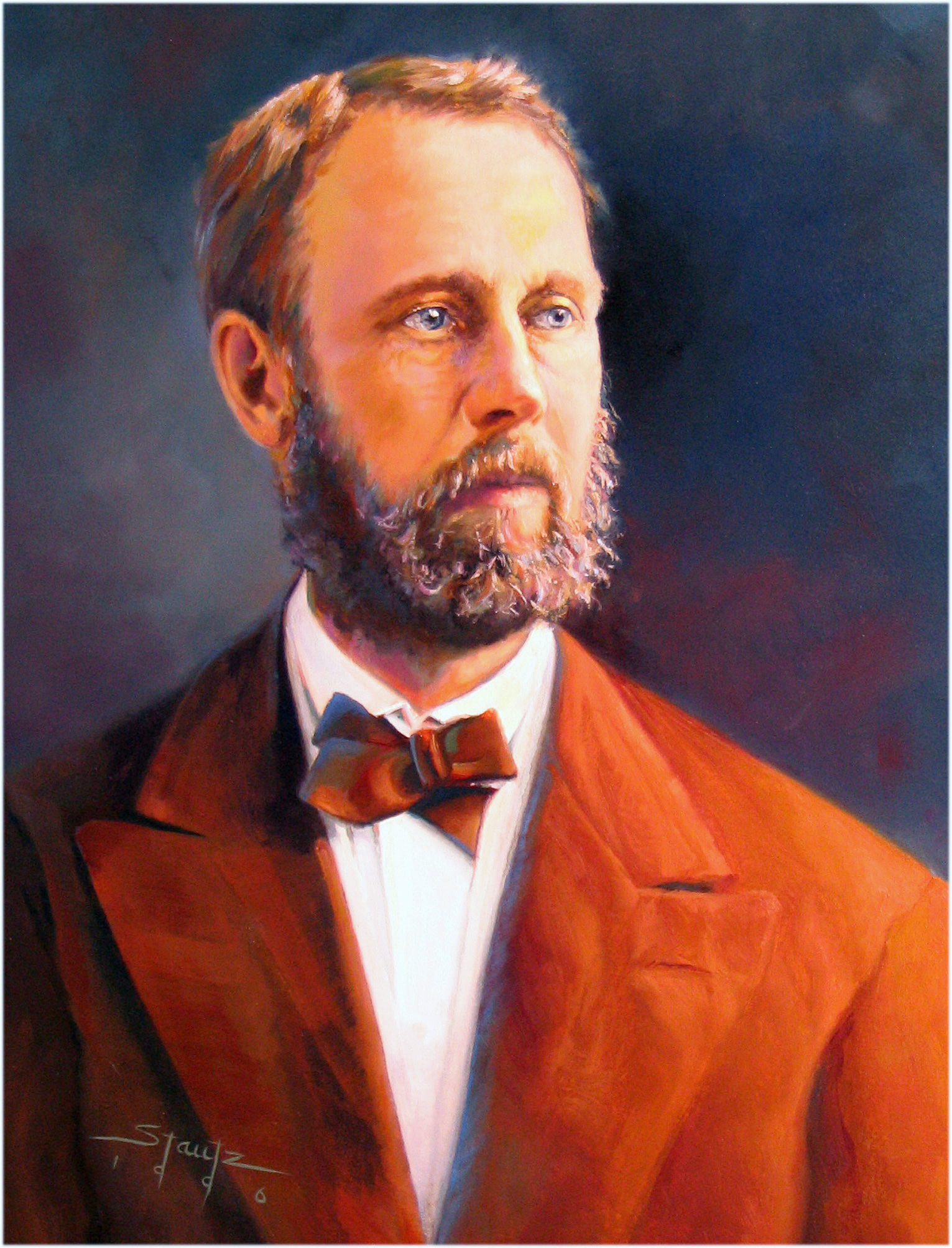
Asaph Hall.

I nomi delle due lune, adottati inizialmente con l'ortografia Phobus e Deimus, furono proposti da Henry Madan (1838–1901), "Science Master" ad Eton, e richiamano quelli dei personaggi di Fobos (paura) e Deimos (terrore), che secondo la mitologia greca accompagnavano in battaglia il loro padre, Ares, dio della guerra. Ares è l'equivalente greco della divinità romana Marte.
(Omero, Iliade, libro XV, 119-120)

### Osservazioni successive
Le dimensioni e le caratteristiche orbitali dei satelliti di Marte hanno consentito, per lungo tempo, la loro osservazione solo in occasioni favorevoli, con il pianeta all'opposizione e i due satelliti in condizioni di elongazione adeguata, che ricorrono circa ogni due anni, con condizioni particolarmente favorevoli che si verificano circa ogni 16 anni. La prima configurazione favorevole si verificò nel 1879. Numerosi osservatori, in tutto il mondo, parteciparono alle osservazioni con lo scopo di determinare con esattezza le orbite dei due satelliti.
Nei quarant'anni seguenti la maggior parte delle osservazioni (più dell'85% del totale di quelle compiute tra il 1888 e il 1924) avvennero presso due osservatori statunitensi, lo United States Naval Observatory e l'Osservatorio Lick, con l'obiettivo, tra gli altri, di determinare la direzione dell'asse di rotazione del pianeta. Tra il 1926 e il 1941 proseguì soltanto il Naval Observatory, con 311 osservazioni visuali. Dal 1941 in poi le osservazioni avvennero solo con la tecnica fotografica.
Nel 1959 il divulgatore scientifico statunitense Walter Scott Houston giocò un celebre pesce d'aprile sul Great Plains Observer, affermando: «il Dott. Arthur Hayall dell'Università della Sierras riporta che le lune di Marte sono in realtà dei satelliti artificiali». Erano frutto d'invenzione sia il Dott. Arthur Hayall, sia l'Università della Sierras, tuttavia la beffa raggiunse una notorietà internazionale quando fu ripresa dallo scienziato sovietico Iosif Šklovskij, che la ripropose in un'intervista su Komsomol'skaja Pravda e successivamente nel libro Intelligent Life in the Universe (1966) scritto da lui con Carl Sagan.
Nel libro i due suppongono che Fobos sia rallentato dalla resistenza esercitata dalla tenue atmosfera marziana. Affinché ciò sia possibile, però, Fobos dovrebbe avere una densità pari a un millesimo di quella dell'acqua e per giustificare tale valore, Šklovskij e Sagan ipotizzano che sia un oggetto artificiale cavo.
Nei quindici anni seguenti le ricerche furono poche o nulle e ripresero nel 1956, volte a individuare eventuali altri satelliti. Aveva generato un rinnovato interesse l'ipotesi, avanzata da Bevan P. Sharpless nel 1945, che il moto di Fobos stesse accelerando, causando altresì una riduzione del semiasse maggiore dell'orbita. Ne nacque una controversia sull'effettiva realtà del fenomeno e sull'entità e causa dell'accelerazione che portarono a nuove osservazioni negli anni sessanta e settanta.
Nel 1988, in concomitanza con le missioni sovietiche del Programma Phobos, furono condotte osservazioni da Kudryavtsev e colleghi. Nei dieci anni seguenti, invece, le due lune non furono oggetto di alcuna osservazione, fino al 2003, quando osservazioni molto accurate furono condotte dall'Osservatorio Lowell.
Nei primi anni del XXI secolo sono state condotte inoltre nuove ricerche volte a determinare la presenza di eventuali satelliti irregolari di Marte. Showalter et al. hanno eseguito una ricerca in tal senso nel 2001, con il telescopio spaziale Hubble, escludendo la presenza di altri satelliti (di dimensioni maggiori di 100 metri) nella porzione più prossima al pianeta della sfera di Hill marziana. Scott S. Sheppard e David Jewitt hanno ripetuto la ricerca nel 2004 con il telescopio franco-canadese di 3 m di diametro presente presso l'osservatorio di Mauna Kea, nelle Hawaii, escludendo la presenza di ulteriori satelliti con magnitudine inferiore a 23,5 (corrispondente a oggetti di dimensioni di 90 metri, con un'albedo di 0,07). Nel 2005 inoltre sono state condotte osservazioni radar di entrambi i satelliti dal radiotelescopio di Arecibo che hanno prodotto alcune stime della densità del materiale superficiale.

### Missioni spaziali

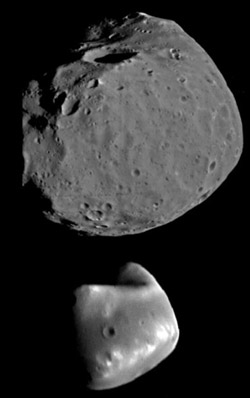
Immagine in scala di Fobos (sopra) e Deimos (sotto).

Fobos e Deimos sono stati fotografati e studiati prevalentemente da sonde spaziali il cui obiettivo primario era lo studio di Marte. Le prime immagini di Fobos furono raccolte dal Mariner 7 nel 1969, ma fu con il Mariner 9 nel 1971 che fu condotto uno studio dettagliato di entrambi i satelliti. Ne furono determinate le dimensioni, la forma, il periodo di rotazione, identificate alcune caratteristiche superficiali e furono migliorate le conoscenze sul loro moto orbitale. Fu inoltre rilevata la presenza di uno strato di regolite sulla superficie di entrambi.
Con il Programma Viking si ebbe un ulteriore incremento nelle conoscenze su entrambi i satelliti, grazie sia ai miglioramenti tecnici introdotti nei sistemi di raccolta di immagini, sia ai passaggi più stretti che i due orbiter eseguirono soprattutto con Fobos. Furono rilevate variazioni di colore su Fobos, del quale fu determinata la massa, la densità e stimata l'età e la composizione.
Nel 1998 e nel 2003 la sonda statunitense Mars Global Surveyor ha raccolto sia immagini dirette di Fobos, sia ha seguito la traccia della sua ombra sulla superficie del pianeta. Ciò ha permesso di calcolare con maggior precisione l'orbita della luna e l'accelerazione che gli effetti mareali di Marte le impartiscono. Sono stati utilizzati a tale scopo anche i dati raccolti dalla sonda europea Mars Express che ha eseguito inoltre dei sorvoli ravvicinati di Fobos nel 2004, 2008 e 2010, oltre che osservazioni a distanza di Deimos. Infine, nel 2007 e nel 2008 il Mars Reconnaissance Orbiter ha raccolto immagini ad alta risoluzione di entrambi i satelliti.
Immagini di Deimos e Fobos sono state raccolte anche dalla superficie di Marte, attraverso le fotocamere dei lander e rover lì presenti, sia in immagini notturne, sia in immagini diurne in occasione di transiti sul disco solare.
La Russia ha lanciato due missioni nel 1988 - Fobos 1 e 2 - e Fobos-Grunt nel 2011 che avrebbero dovuto atterrare su Fobos; l'ultima in particolare avrebbe anche dovuto riportare dei campioni a terra. Tuttavia, sono fallite tutte e tre, le prime due in prossimità del loro obiettivo, Fobos-Grunt in orbita terrestre bassa, subito dopo il lancio.
Raggiungere i satelliti di Marte è a volte indicato come un passo intermedio nell'esplorazione umana del pianeta rosso.

## Caratteristiche

### Caratteristiche chimico-fisiche
Fobos e Deimos hanno entrambi forma irregolare. Il primo, il maggiore tra i due, può essere descritto approssimativamente da un ellissoide di dimensioni 26,8 × 22,4 × 18,4 km, cui corrisponde un diametro medio di 22,2 km; il secondo ha dimensioni 15 × 12,2 × 10,4 km, da cui un diametro medio di 12,4 km. Analizzando le perturbazioni prodotte dalle due lune nel moto di alcune sonde spaziali che si sono avvicinate loro, è stata stimata una massa di 1,0659 × 1016 kg per Fobos e di 1,4762 × 1015 kg per Deimos. Da tali informazioni è possibile desumere un valore per la densità media dei due oggetti, stimata in 1,872 × 10³ kg/m³ per Fobos e in 1,471 × 10³ kg/m³ per Deimos. Valori così bassi possono essere determinati da una elevata porosità interna (ovvero dalla presenza di cavità) oppure da una composizione che vede mescolate alla roccia sostanze volatili, quali ghiaccio d'acqua.
Fobos e Deimos sono spesso spettralmente accomunati agli asteroidi di tipo C o D, che popolano le regioni più esterne della fascia principale e che si pensa contengano ghiaccio d'acqua. Tuttavia, le rilevazioni di sonde spaziali transitate in prossimità di Fobos indicano che la superficie si compone di una regolite anidra, caratterizzata da elevata porosità.
Le superfici di entrambi i satelliti sono pesantemente craterizzate, con una densità dei crateri prossima a quella degli altopiani lunari. Quella di Deimos appare più liscia e ciò potrebbe essere dovuto alla regolite presente sulla luna, che avrebbe riempito l'interno dei crateri. La superficie di Fobos è solcata da un sistema di striature che si è ritenuto fossero correlate all'evento che ha prodotto il maggiore cratere da impatto sulla luna, il cratere Stickney, da cui sembrano irradiarsi. In uno studio del 2006 sono stati individuati tuttavia vari raggruppamenti o "famiglie". È stato quindi suggerito che esse possano essere state provocate da materiale in ricaduta, espulso nello spazio in seguito a impatti che si sarebbero però verificati sul pianeta.

### Parametri orbitali
Fobos e Deimos percorrono orbite prograde quasi circolari, assai prossime al piano equatoriale di Marte. Fobos completa la sua orbita in 7,65 ore, un tempo inferiore al periodo di rotazione del pianeta stesso - caso unico nel sistema solare; Deimos in circa 30 ore. Entrambi sono in rotazione sincrona con il pianeta e in virtù di ciò rivolgono sempre la stessa faccia verso la superficie marziana.

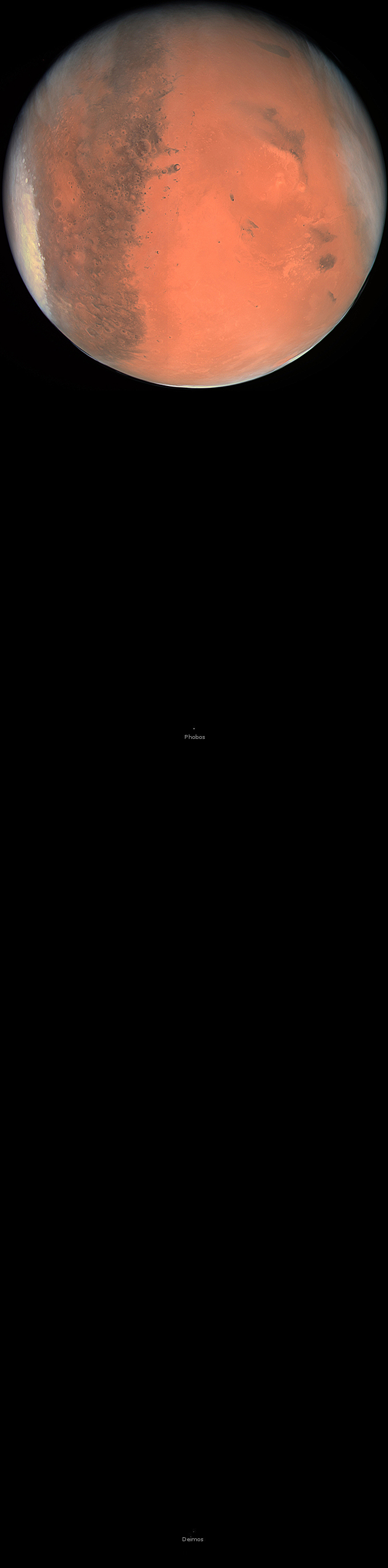
Marte, Fobos e Deimos, in scala.

L'asimmetricità del campo gravitazionale marziano impartisce a entrambe le orbite un moto di precessione che è circa ventiquattro volte più rapido per Fobos che per Deimos. Fobos, inoltre, subisce una accelerazione stimata in 1,270 ± 0,003 × 10−3 °/anno², che determina una costante riduzione della sua orbita e che potrebbe portare la luna a precipitare sul pianeta in un tempo compreso fra trenta e cinquanta milioni di anni. È tuttavia probabile che gli effetti mareali che determinano il decadimento dell'orbita di Fobos disgreghino la luna quando questa, avvicinatasi maggiormente alla superficie, supererà il limite di Roche. Deimos invece subisce una lenta decelerazione che dovrebbe allontanarlo inesorabilmente dal pianeta, ma in tempi estremamente più lunghi.

## Formazione ed evoluzione
L'origine dei satelliti naturali di Marte è una questione ancora aperta, che ha visto contrapporsi prevalentemente due teorie. I due satelliti potrebbero essersi formati per accrezione nel processo che ha condotto anche alla formazione del pianeta Marte, oppure potrebbero essere degli asteroidi catturati.
Per aspetto e composizione Fobos e Deimos sono stati spesso associati agli asteroidi della fascia principale, tuttavia asteroidi catturati dal pianeta difficilmente sarebbero venuti a trovarsi - pur nei tempi in cui è avvenuta la formazione del sistema solare - sulle attuali orbite percorse dai due oggetti, con eccentricità e inclinazioni quasi nulle. In particolare, la prevista variazione della quota di apocentro di Deimos, piccolo e relativamente lontano da Marte, sembrerebbe richiedere tempi superiori a quelli in cui avrebbe dovuto avere luogo e pone seri limiti a tale teoria, tanto da condurre K. Lambeck nel 1979 a ipotizzare che Deimos fosse in origine molto più massiccio, ricoperto da un ipotetico mantello di ghiaccio che sarebbe successivamente evaporato.
Una variante nel meccanismo di cattura avanzata negli anni settanta prevede che, in una fase primordiale di formazione del sistema solare, la collisione tra due asteroidi in prossimità del pianeta abbia portato entrambi (o alcuni loro frammenti) a essere catturati da Marte. Geoffrey Landis nel 2009 ha ripreso l'ipotesi della cattura, ipotizzando alla luce di nuove scoperte sugli asteroidi che Fobos e Deimos fossero lune asteroidali di oggetti delle dimensioni di Cerere o componenti di asteroidi binari a contatto, che si sarebbero avvicinati al pianeta con una velocità d'eccesso iperbolico pressoché nulla. La separazione della coppia avrebbe quindi condotto alla cattura di uno dei due componenti. Il modello proposto da Landis è stato però utilizzato, peraltro dando esito favorevole, solo nella descrizione della cattura di Fobos.
Anche il meccanismo previsto per la formazione di satelliti regolari incontra alcune difficoltà, con i due oggetti che sembrerebbero essersi entrambi aggregati in prossimità dell'orbita areosincrona e quindi troppo vicini tra loro rispetto a quanto previsto dal modello. Robert A. Craddock nel 2011 ha proposto che l'impatto di un terzo corpo con il pianeta potrebbe avere lanciato del materiale in orbita che, organizzatosi in un disco, si sarebbe poi riassemblato in una serie di piccoli oggetti, di cui Deimos e Fobos sarebbero gli ultimi superstiti. Il processo di aggregazione da un disco circum-planetario spiegherebbe bene i valori di inclinazione ed eccentricità delle orbite di entrambi mentre le condizioni di bassa gravità ne spiegherebbero le densità. Già nel 1982, Schultz e Lutz-Garihan avevano in effetti ipotizzato, alla luce di alcune regolarità nei crateri di impatto presenti sulla superficie di Marte, che il pianeta fosse stato circondato da una serie di satelliti che, in una fase molto remota della sua storia, progressivamente impattarono sulla superficie.

## Anelli planetari
Fin dagli anni settanta è stato ipotizzato che Marte potrebbe essere circondato da fasce di polveri associate a Fobos e Deimos. Steven Soter nel 1971 ha osservato infatti che i detriti generati da impatti di oggetti iperveloci con le due lune del pianeta dovrebbero avere una velocità sufficiente a vincere la debole gravità di Fobos e Deimos ed entrare in orbita attorno a Marte, dove si accumulerebbero principalmente in prossimità delle orbite dei due satelliti. Nonostante questa ipotesi goda di ampio credito, la ricerca non è riuscita a produrre osservazioni a suo sostegno.

## Prospetto
Segue un prospetto con i dati dei satelliti di Marte, ordinati per periodo di rivoluzione intorno al pianeta.
| Nome     | Nome   | Dimensioni            | Massa          | Densità media   | Semiasse maggiore | Periodo orbitale | Ecc. orbit. | Inclinaz. orbit. | Scoperta |
| -------- | ------ | --------------------- | -------------- | --------------- | ----------------- | ---------------- | ----------- | ---------------- | -------- |
| Marte I  | Fobos  | 26,8 × 22,4 × 18,4 km | 1,0659×1016 kg | 1,872×103 kg/m³ | 9375 km 2,76 R♂   | 7,65 h           | 0,01511     | 1,0756°          | 1877     |
| Marte II | Deimos | 15 × 12,2 × 10,4 km   | 1,4762×1015 kg | 1,471×103 kg/m³ | 23459 km 6,90 R♂  | 30,30 h          | 0,00024     | 1,7878°          | 1877     |